# Volucella zonaria
Volucella zonaria är en tvåvingeart som först beskrevs av Nikolaus Poda von Neuhaus 1761.  Volucella zonaria ingår i släktet humleblomflugor, och familjen blomflugor. Inga underarter finns listade i Catalogue of Life.

## Bildgalleri

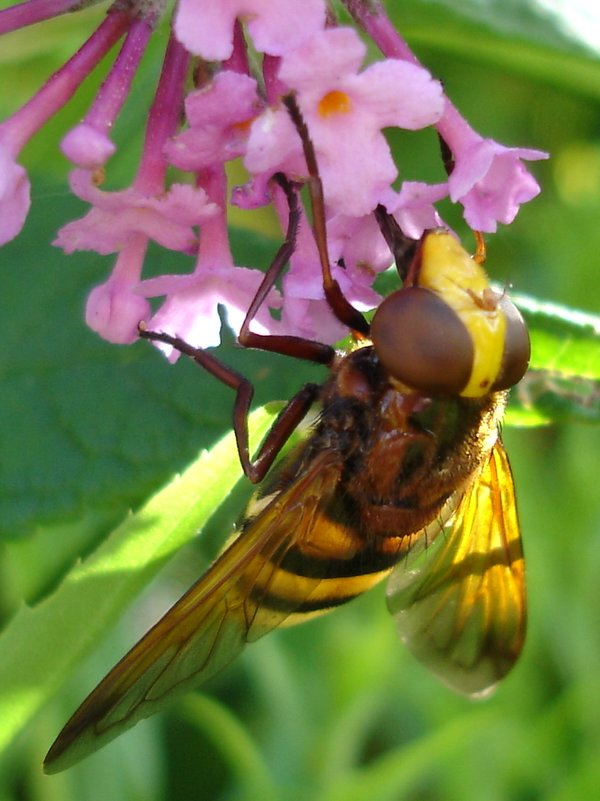
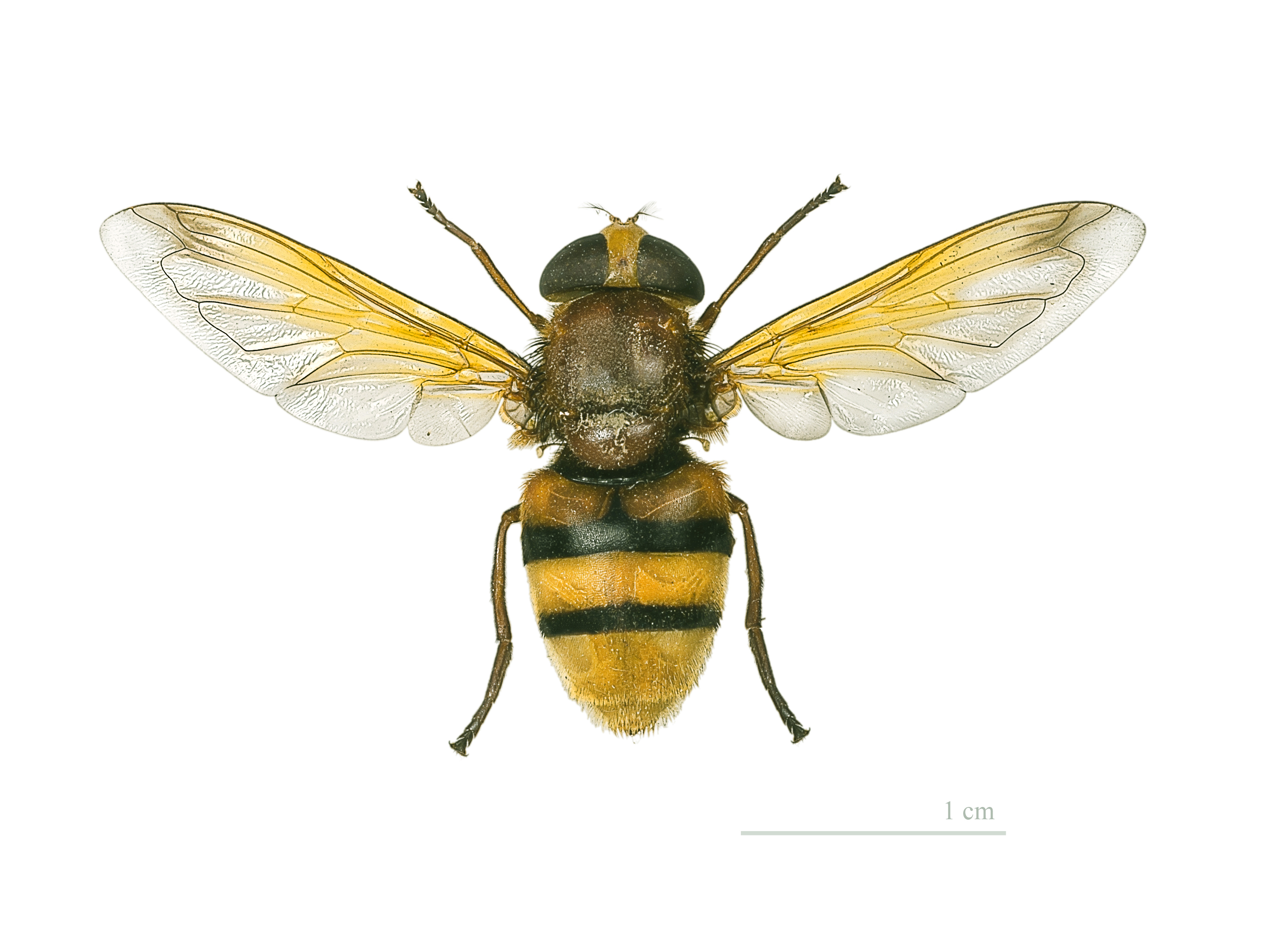